# Jobstgreuth
Jobstgreuth ist ein Gemeindeteil des Marktes Markt Erlbach im Landkreis Neustadt an der Aisch-Bad Windsheim (Mittelfranken, Bayern). Die Gemarkung Jobstgreuth hat eine Fläche von 9,678 km². Sie ist in 476 Flurstücke aufgeteilt, die eine durchschnittliche Fläche von 20.332,76 m² haben. In ihr liegen neben dem namensgebenden Ort die Gemeindeteile Haaghof, Waldhaus und Wilhelmsgreuth.

## Geografie
Durch das Kirchdorf fließt der Steinbach, ein linker Zufluss der Zenn, und der Brunnenwiesengraben, der dort als linker Zufluss in den Steinbach mündet. Der Ort ist weitestgehend von Wald umgeben: im Norden liegt der Obere Wald, im Nordosten der Stiftungswald und im Süden der Lenkersheimer Gemeindewald. Im Norden liegt auch das Flurgebiet Straßäcker.
Die Kreisstraße NEA 17 führt nach Schußbach (2,2 km südöstlich) bzw. zur Staatsstraße 2252 (1,2 km nordwestlich). Eine Gemeindeverbindungsstraße führt zu einer Gemeindeverbindungsstraße (1 km östlich), die nach Wilhelmsgreuth (0,4 km südlich) bzw. ebenfalls zur Staatsstraße 2252 (0,8 km nördlich) verläuft.

## Geschichte
Aus einer Urkunde des Jahres 1164 geht hervor, dass das Kloster Heilsbronn ein ödes Landstück erwarb und dieses an Umwohnende verteilte, die dann darauf „Mucginrute“, „Willehalmesrute“ und „Breminrute“ gründeten. Nach G. Muck soll Breminrute das heutige Jobstgreuth und Mucginrute das heutige Hohenroth sein. Nach H. Sponholz soll Breminrute das heutige Jobstgreuth sein, während Mucginrute zur Wüstung geworden sein soll. Im 12. Jahrhundert wurde im Ort eine Kapelle errichtet, die dann auch zur Ortsnamensänderung führte. Das Kloster erwarb dort insgesamt 15 Anwesen, von denen zwölf während des Dreißigjährigen Krieges verödeten.
Gegen Ende des 18. Jahrhunderts gab es in Jobstgreuth 17 Anwesen (Kirche, Schule, 1 Hof, 1 Halbhof, 1 Schmiede, 6 Güter, 1 Halbgut, 6 Häuser, 1 Ziegelei). Das Hochgericht übte das brandenburg-bayreuthische Stadtvogteiamt Markt Erlbach aus. Die Dorf- und Gemeindeherrschaft und die Grundherrschaft über alle Anwesen hatte das Kastenamt Neuhof.
Von 1797 bis 1810 unterstand der Ort dem Justizamt Markt Erlbach und Kammeramt Neuhof. Im Jahre 1810 kam Jobstgreuth an das Königreich Bayern. Im Rahmen des Gemeindeedikts wurde es dem 1811 gebildeten Steuerdistrikt Linden zugeordnet. 1813 entstand die Ruralgemeinde Jobstgreuth, zu der Haaghof und Wilhelmsgreuth gehörten. Sie war in Verwaltung und Gerichtsbarkeit dem Landgericht Markt Erlbach zugeordnet und in der Finanzverwaltung dem Rentamt Ipsheim. Ab 1862 gehörte Jobstgreuth zum Bezirksamt Neustadt an der Aisch (1939 in Landkreis Neustadt an der Aisch umbenannt) und ab 1856 zum Rentamt Markt Erlbach (1919–1929: Finanzamt Markt Erlbach, 1929–1972: Finanzamt Neustadt an der Aisch, seit 1972: Finanzamt Uffenheim). Die Gerichtsbarkeit blieb beim Landgericht Markt-Erlbach (1879 in Amtsgericht Markt Erlbach umbenannt), von 1959 bis 1972 war das Amtsgericht Fürth zuständig, seitdem ist es das Amtsgericht Neustadt an der Aisch. Die Gemeinde hatte 1964 eine Gebietsfläche von 3,909 km².
Am 1. Januar 1972 wurde Jobstgreuth im Zuge der Gebietsreform in Bayern nach Markt Erlbach eingemeindet.

### Baudenkmäler
- evangelisch-lutherische Filialkirche St. Jobst[18]
- Kirchhofmauer[18]
- Haus Nr. 3: Schulhaus[18]
- Haus Nr. 12: Wohnstallhaus, der westliche Teil zweigeschossig mit konstruktivem Fachwerk im Obergeschoss; der Türsturz des massiven Erdgeschosses bezeichnet „Johann Lorentz Cesinger 1800“[19]
- Haus Nr. 27: am umgebauten Mansarddachhaus mit Halbwalm Bauinschrift: „Erbaut/von/Johann Leonhart/Kamberger/im Jahr 1828“; darüber: „Mauer Meister Bauer./Zimer.Meister Rost“.[19]

### Einwohnerentwicklung
Gemeinde Jobstgreuth
| Jahr      | 1818   | 1840   | 1852   | 1855   | 1861   | 1867   | 1871   | 1875   | 1880   | 1885   | 1890   | 1895   | 1900   | 1905   | 1910   | 1919   | 1925   | 1933   | 1939   | 1946   | 1950   | 1952   | 1961   | 1970   |
| Einwohner | 223    | 301    | 272    | 264    | 276    | 297    | 291    | 271    | 269    | 277    | 243    | 235    | 225    | 253    | 239    | 213    | 184    | 181    | 163    | 236    | 216    | 195    | 186    | 178    |
| Häuser    | 38     | 51     |        |        |        |        | 45     |        |        | 46     | 46     |        | 45     |        |        |        | 45     |        |        |        | 39     |        | 39     |        |
| Quelle    | [ 21 ] | [ 22 ] | [ 23 ] | [ 23 ] | [ 24 ] | [ 25 ] | [ 26 ] | [ 27 ] | [ 28 ] | [ 29 ] | [ 30 ] | [ 23 ] | [ 31 ] | [ 23 ] | [ 32 ] | [ 23 ] | [ 33 ] | [ 23 ] | [ 23 ] | [ 23 ] | [ 34 ] | [ 23 ] | [ 15 ] | [ 35 ] |

Ort Jobstgreuth
| Jahr      | 001818 | 001840 | 001861 | 001871 | 001885 | 001900 | 001925 | 001950 | 001961 | 001970 | 001987 | 002017 | 002023 |
| Einwohner | 141    | 196    | 181    | 187    | 170    | 157    | 127    | 153    | 127    | 116    | 105    | 126 *  | 105 *  |
| Häuser    | 22     | 32     |        |        | 29     | 29     | 29     | 27     | 26     |        | 26     |        |        |
| Quelle    | [ 21 ] | [ 22 ] | [ 24 ] | [ 26 ] | [ 29 ] | [ 31 ] | [ 33 ] | [ 34 ] | [ 15 ] | [ 35 ] | [ 36 ] |        | [ 1 ]  |

## Religion
Der Ort ist seit der Reformation evangelisch-lutherisch geprägt und nach St. Leonhard (Linden) gepfarrt. Die Katholiken sind nach St. Bonifaz (Bad Windsheim) gepfarrt.